# Møn

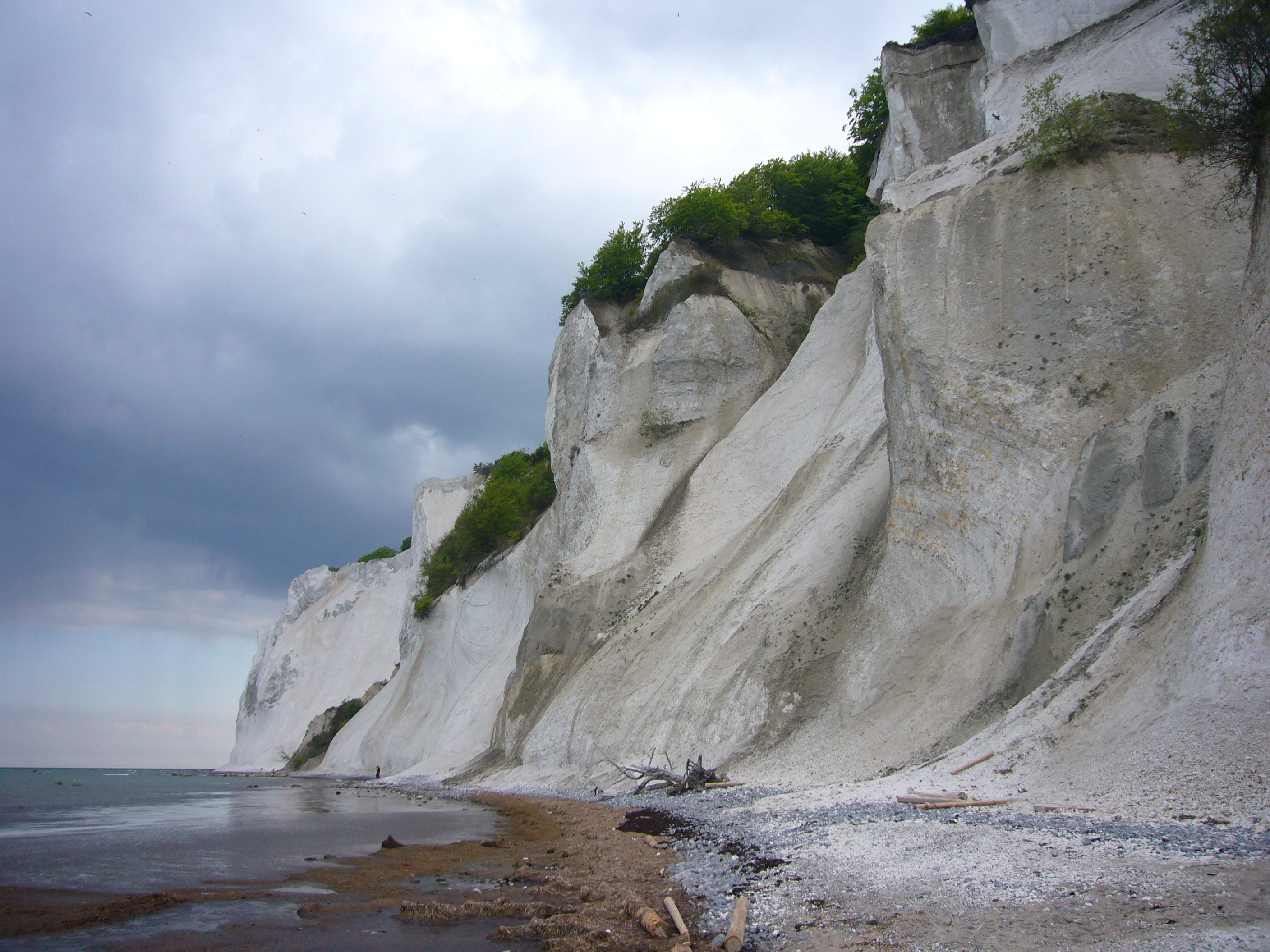
Møn

Møn es una isla de Dinamarca, ubicada al sureste del país. Hasta el 1 de enero de 2007 estaba construida en un municipio de pleno derecho, pero actualmente es parte del municipio de Vordingborg. Ello creó un municipio con un área de 615 km² y una población total de 46.307 habitantes (2005). La isla pertenece a la región de Selandia.

## Personas destacadas
- Ib Braase (n.1923) , escultor.

## Véa
- Islas del mar Báltico